# M’henna Djebbar
Pour les articles homonymes, voir Djebbar (homonymie).
M’henna Djebbar, (en arabe : مهنا جبار), est un militaire algérien. Réputé proche du général Toufik, M’henna Djebbar est une personnalité importante des services de renseignement. 

## Biographie
Alors qu'il est affecté à la première région militaire à Blida, M’henna Djebbar est à la tête du Centre territorial de recherche et d’investigation (CTRI) de Blida de juillet 1990 à octobre 2003. Il bénéficie alors du soutien du Général Toufik, homme fort de l'époque. Le CTRI est considéré comme un « centre de torture, d’exécutions sommaires, de disparitions »,. 
M’henna Djebbar dirige la Direction centrale de la sécurité de l'armée (DCSA), services de sécurité de l’armée, de 1995 à 2013 où il conduit notamment la « répression » en Kabylie. Quand la DCSA passe sous l'autorité du général Ahmed Gaïd Salah, il est mis à la retraite. En avril 2014, M’henna Djebbar se voit refuser de quitter le territoire algérien à l'occasion d'un projet de voyage en France. 
En octobre 2019, M’henna Djebbar est accusé d'« abus de fonction » et d’« enrichissement illicite » à l'initiative de l'homme fort de l'époque, le général Ahmed Gaïd Salah. Il est placé sous mandat de dépôt par le tribunal militaire de Blida et incarcéré dans la prison militaire de Blida,. Il est condamné, en octobre 2019, à huit ans de prison pour « enrichissement illicite » et « trafic d’influence », mais, il est libéré dès juillet 2020. En novembre 2021, il prend la tête de la Direction générale de la lutte contre la subversion (DGLS), une nouvelle entité du renseignement algérien, qui effectue le contrôle du monde politique, des associations, des médias, etc. La DGLS sera intégrée au Haut conseil de sécurité en décembre 2021.
Le 2 septembre 2022, il est nommé à la tête de la Direction générale de la documentation et de la sécurité extérieure (DGDSE), pour remplacer le Général-Major Abdelghani Rachedi. Puis, M’henna Djebbar est démis de ses fonctions de directeur de la DGDSE le 24 septembre 2024 et remplacé par le général Moussaoui Rochdi Fethi.